# Eriosoma nigrum
Eriosoma nigrum är en insektsart. Eriosoma nigrum ingår i släktet Eriosoma och familjen långrörsbladlöss. Inga underarter finns listade i Catalogue of Life.